# Valcebollère
Valcebollère (in catalano: Vallsabollera) è un comune francese di 44 abitanti situato nel dipartimento dei Pirenei Orientali nella regione dell'Occitania.

## Geografia fisica

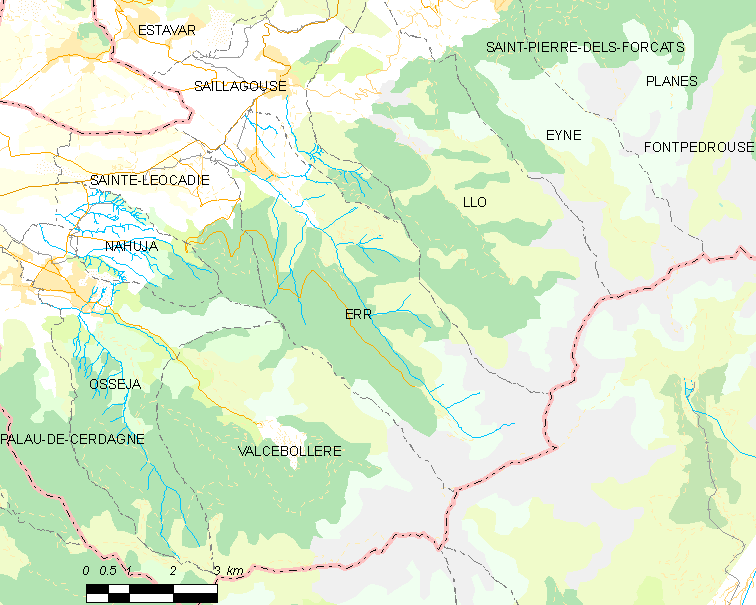
Situazione di Valcebollère

Fa parte della regione storica nota come Cerdagna.

## Società

### Evoluzione demografica
Abitanti censiti